# Wie schön leuchtet der Morgenstern
Wie schön leuchtet der Morgenstern (Comme elle resplendit, l'étoile du matin !)  (BWV 1) est une cantate religieuse de Johann Sebastian Bach composée à Leipzig en 1725.

## Histoire et livret
Bach compose cette cantate chorale au cours de son deuxième cycle annuel pour la fête de l'Annonciation le 25 mars. Pour cette destination liturgique, aucune autre cantate n'a franchi le seuil de la postérité. Cette fête était célébrée en musique même à Leipzig bien qu'elle tombât au moment du carême qu'observait la ville (tempus clausum (de)). Bach la dirigea le 25 mars 1725 qui était également cette année le dimanche des Rameaux. La cantate est basée sur le choral Wie schön leuchtet der Morgenstern (choral) (1599) de Philipp Nicolai qui était associé à l'Épiphanie mais également à l'Annonciation. La cantate est la dernière cantate chorale du deuxième cycle annuel de Bach, commencé le premier dimanche après la Trinité de 1724. 
Les lectures prescrites pour ce jour étaient Isaïe 7:10–16 et Luc 1:26–38, l'Annonciation. L'auteur, inconnu, du texte a gardé les première et dernière strophes et a paraphrasé les autres strophes en récitatifs et arias, utilisant la deuxième strophe pour le premier récitatif, la troisième strophe pour la première aria, la quatrième strophe et des éléments de la cinquième pour le second récitatif et la sixième strophe pour la seconde aria. Le choral qui chante l'attente du Sauveur peut être mis en parallèle avec l'annonce faite à Marie. Le thème de l'arrivée est particulièrement approprié pour le dimanche des Rameaux. C'est la seule cantate, connue, composée pour l'Annonciation.
La cantate est choisie par la Bach Gesellschaft pour commencer la publication des œuvres complètes de Bach en 1851.

## Structure et instrumentation
La cantate, d'humeur festive, est écrite pour trois solistes, (soprano, ténor, basse), un chœur à quatre voix, deux cors, deux hautbois da caccia, deux violons obligés, cordes (deux parties de violons, une partie d'alto) et basse continue. Bach utilisera plus tard les deux cors dans la quatrième partie de son Oratorio de Noël qui traite du nom de Jésus tel qu'annoncé à Marie.
Il y a six mouvements :
1. chœur : Wie schön leuchtet der Morgenstern
2. récitatif (ténor) : Du wahrer Gottes und Marien Sohn
3. aria (soprano) : Erfüllet, ihr himmlischen göttlichen Flammen
4. récitatif (basse) : Ein irdscher Glanz, ein leiblich Licht
5. aria (ténor) : Unser Mund und Ton der Saiten
6. choral : Wie bin ich doch so herzlich froh

## Musique
La partition fournit une riche orchestration, le scintillement de l'étoile du matin est illustré par deux violons solo. L'instrumentation rappelle Sie werden aus Saba alle kommen, BWV 65, pour l'Épiphanie. Le cantus firmus de la fantaisie chorale du chœur d'ouverture est chanté par le soprano tandis que les autres voix supportent la mélodie et parfois la préparent. Les parties vocales sont insérées dans le concerto indépendant pour orchestre.
Les deux récitatifs sont secco avec un mélisme sur les mots « Freudenschein » et « Erquickung ». La première aria combine la voix de soprano avec le hautbois da caccia dans un registre élevé. Deux violons accompagnent le ténor dans la seconde aria, rappelant ainsi le chœur d'ouverture.
Le choral final est embelli d'une partie indépendante du second cor tandis que les autres instruments doublent les voix.

## Source
- (en) Cet article est partiellement ou en totalité issu de l’article de Wikipédia en anglais intitulé « Wie schön leuchtet der Morgenstern, BWV 1 » (voir la liste des auteurs).